# Александер Міхельс
Александер Міхельс (нім. Alexander Michels; 17 березня 1891, Кельн — 26 червня 1968, Бад-Геннінген) — німецький військовий діяч, віце-адмірал крігсмаріне (1 лютого 1943). Кавалер Німецького хреста в сріблі.

## Біографія
1 квітня 1911 року вступив на флот кадетом. Пройшов підготовку на важкому крейсері «Герта» і в військово-морському училищі в Мюрвіку. Учасник Першої світової війни, служив на лінійному кораблі «Король Альберт» (до січня 1915), з червня 1915 року — на міноносцях.
Після закінчення війни залишений на флоті, вахтовий офіцер на легкому крейсері «Регенсбург» (1 серпня 1919 — 19 травня 1920) і крейсері «Медуза» (20 травня — 16 липня 1920), командир тральщика, міноносця. 29 вересня 1925 року переведений референтом в Мінно-загороджувальне випробувальне командування. З 4 жовтня 1928 року — інструктор військово-морського училища в Мюрвіку (з перервою в лютому-квітні 1929). З 30 вересня 1929 року — навігаційний офіцер на лінійному кораблі «Гессен», з 1 квітня 1931 року — 1-й офіцер легкого крейсера «Карлсруе». 10 липня 1931 року призначений командиром 1-го батальйону корабельної кадрованої дивізії «Нордзе», з 26 вересня 1932 року — командир батарейного дивізіону. З 30 березня 1933 року — 1-й офіцер лінійного крейсера «Шлезвіг-Гольштейн». 4 жовтня 1934 року переведений в Імперське військове міністерство.
3 жовтня 1936 року очолив штаб мінно-загороджувальної інспекції ОКМ. У 1937-43 роках неодноразово виконував обов'язки інспектора мінно-загороджувального озброєння, а 23 лютого 1943 року офіційно зайняв цей пост. 10 вересня 1945 року інтернований британською владою. 22 травня 1947 року звільнений.

## Нагороди
- Залізний хрест 2-го і 1-го класу
- Почесний хрест ветерана війни з мечами
- Медаль «За вислугу років у Вермахті» 4-го, 3-го, 2-го і 1-го класу (25 років)
- Хрест Воєнних заслуг 2-го і 1-го класу з мечами
- Німецький хрест в сріблі (28 грудня 1943)